# Гавелло
Гавелло, Ґавелло (італ. Gavello, вен. Gaveło) — муніципалітет в Італії, у регіоні Венето, провінція Ровіго.
Гавелло розташоване на відстані близько 350 км на північ від Рима, 60 км на південний захід від Венеції, 12 км на південний схід від Ровіго.
Населення — 1567 осіб (2014).

## Демографія
Населення за роками:

Станом на 1 січня 2023 року в муніципалітеті офіційно проживало 179 іноземців з 11 країн, серед них 16 громадян країн Євросоюзу та 7 громадян України.

## Сусідні муніципалітети
- Адрія
- Череньяно
- Креспіно
- Вілланова-Маркезана